# Salomone Sartorio
Salomone Sartorio var en trykker, som i 1616 udgav Danmarks første trykte kogebog – en delvis oversættelse af den tyske Anna Weckers Ein Köstlich new Kochbuch fra 1598. Sartorio udgav også en række værker med bibelsk indhold.

## Eksterne links
- Kogebogen
- Kogebogen i Nationalmuseets museumsbutik Arkiveret 3. oktober 2018 hos  Wayback Machine